# Kościół św. Andrzeja Apostoła w Konojadzie
Kościół św. Andrzeja Apostoła w Konojadzie – zabytkowy kościół parafialny w Konojadzie, w powiecie grodziskim, w województwie wielkopolskim.
Kościół w Konojadzie istniał już w XV wieku, gdyż kroniki piszą o sporze w 1446 między plebanem konojadzkim a właścicielem Szczepowic o dziesięcinę, który zakończył się dla duchownego tragicznie. Kościół płonął kilkakrotnie i w 1701 wystawiono nowy drewniany.
Istniejący kościół jest murowany o cechach neogotyckich, orientowany, z kwadratową wieżą. Został wybudowany w 1854 roku. Należał wtedy do dekanatu grodziskiego. W 2015 tutejsza parafia należała do dekanatu kościańskiego.
Z wyposażenia zachowały się dzwony z XVI wieku, obraz Matki Boskiej z Dzieciątkiem z XVII w. i ołtarze z pocz. XX wieku.
W sąsiedztwie kościoła znajduje się zabytkowy cmentarz i kaplica grobowa rodu Speichertów. Na bramie z poł. XIX wieku, również wpisanej do rejestru zabytków figury św. Piotra, św. Pawła i św. Jadwigi. Plebania z I poł. XIX wieku została przebudowana w 1935 roku.